# Список втрачених природоохоронних територій Полтавської області

## Заповідники
«Академічний (Карлівський) степ» — один із перших державних заповідників республіканського значення, які діяли в Україні у 1920-1930-х роках. Перебував у складі ВУАН (Всеукраїнська академія наук).

## Заказники
| Назва та категорія                | Розташування                                                                                         | Рішення про оголошення                                | Рішення про скасування                                    | Опис |
| --------------------------------- | --- | ----------------------------------------------------- | --------------------------------------------------------- | --- |
| Вишняки ландшафтний               | Кобеляцький район, ділянка Кам'янського водосховища а також квартали 32-57 Кишеньківського лісництва | Рішення Полтавської обласної ради від 27.10.1994 року | Рішення Полтавської обласної ради від 24 грудня 2002 року | Площа 1405 га, підпорядковувався Кременчуцькому держлісгоспу. Цікаві в науковому відношенні ділянки псамофітної рослинності в центральній частині дельти р. Ворскли. Серед видів, занесених до Червоної книги України - сальвінія плаваюча, плавун булавовидний, вужачка звичайна. Увійшов до складу регіонального ландшафтного парку «Нижньоворсклянський». |
| Вільховатський ландшафтний        | Кобеляцький район, ділянка Кам'янського водосховища а також квартали 4-9 Новоорлицького лісництва    | Рішення Полтавської обласної ради від 27.10.1994 року | Рішення Полтавської обласної ради від 24 грудня 2002 року | Площа 452 га, підпорядковувався Кременчуцькому держлісгоспу. Центральним об’єктом охорони заказника були ділянки псамофітної рослинності. Увійшов до складу регіонального ландшафтного парку «Нижньоворсклянський». |
| Крамареве ландшафтний             | Кобеляцький район, ділянка Кам'янського водосховища та квартал 34 Новоорлицького лісництва           | Рішення Полтавської обласної ради від 27.10.1994 року | Рішення Полтавської обласної ради від 24 грудня 2002 року | Площа 217 га, підпорядковувався Кременчуцькому держлісгоспу. Система придніпровських островів у гирлі річки Ворскли з характерними піщаними ґрунтами та добре збереженою псамофітною рослинністю. Увійшов до складу регіонального ландшафтного парку «Нижньоворсклянський».                                                                                  |
| Новоорлицькі кучугури ботанічний  | Кобеляцький район, ділянка Кам'янського водосховища а також квартали 19-33 Новоорлицького лісництва  | Рішення Полтавської обласної ради від 27.10.1994 року | Рішення Полтавської обласної ради від 24 грудня 2002 року | Площа 672 га, підпорядковувався Кременчуцькому держлісгоспу. До складу заказника входив видовжений острів у гирлі р. Ворскли, на піщаних горбах якого виявлені рідкісні псамофітні рослини. Увійшов до складу регіонального ландшафтного парку «Нижньоворсклянський».                                                                                        |
| Пелехи ландшафтний                | Кобеляцький район, ділянка Кам'янського водосховища а також квартали 12-16 Новоорлицького лісництва  | Рішення Полтавської обласної ради від 27.10.1994 року | Рішення Полтавської обласної ради від 24 грудня 2002 року | Площа 452 га, підпорядковувався Кременчуцькому держлісгоспу. Головним об’єктом охорони заказника були ділянки псамофітної рослинності. Увійшов до складу регіонального ландшафтного парку «Нижньоворсклянський». |
| Острів Стрілечий - II ландшафтний | Ділянка Кам'янського водосховища а також квартал 73 Кременчуцького лісництва                         | Рішення Полтавської обласної ради від 20.12.1993 року | Рішення Полтавської обласної ради 12 липня 2001 року      | Площа - 68,5 га, увійшов до складу регіонального ландшафтного парку «Кременчуцькі плавні». |
| Острів Стрілечий - IV ботанічний  | Ділянка Кам'янського водосховища а також квартал 74 Кременчуцького лісництва                         | Рішення Полтавської обласної ради від 20.12.1993 року | Рішення Полтавської обласної ради 12 липня 2001 року      | Площа - 222 га, увійшов до складу регіонального ландшафтного парку «Кременчуцькі плавні». |

## Заповідні урочища
| Назва та категорія | Розташування                                                           | Рішення про оголошення                                | Рішення про скасування                                    | Опис |
| ------------------ | ---------------------------------------------------------------------- | ----------------------------------------------------- | --------------------------------------------------------- | --- |
| Сокільське         | Кв. 60-65 Кишеньківського лісництва, поблизу с. Правобережна Сокілка.. | Рішення Полтавської обласної ради від 27.10.1994 року | Рішення Полтавської обласної ради від 24 грудня 2002 року | Площа 243 га, з 1989 - пам'ятка природи. Діброви в заплаві Ворскли. Є численні болота та озера. Ростуть рідкісні види рослин: конвалія травнева, ковила Іоанна, родовик лікарський, на озерах - сальвінія плаваюча. Увійшло до складу регіонального ландшафтного парку «Нижньоворсклянський». |

## Пам'ятки природи
| Назва та категорія       | Розташування                                                   | Рішення про оголошення                                          | Рішення про скасування                                             | Опис |
| ------------------------ | -------------------------------------------------------------- | --------------------------------------------------------------- | ------------------------------------------------------------------ | --- |
| Дуб черешчатий ботанічна | Село Максимівка Гадяцького району                              | Рішення Полтавської облради № 329 від 22 липня 1969 року.       | Рішення Полтавської облради від 16.02.2018 № 647                   | Землекористувач — Римарівська сільська рада, площа — 0,01 гектара. Створена з метою збереження одинокого вікового дерева дуба звичайного віком 400 років. Статус скасовано через аварійний стан дерева. |
| Сосни Ковпака            | На західній околиці смт. Котельви, Котелівське л-во, кв. 52—54 | Рішення Полтавської облради № 531 від 13 грудня 1975 року       | Рішення Полтавської обласної Ради № 453 від 22 листопада 1984 року | Площа - 1 га. Увійшла до складу парку-пам'ятки садово-паркового мистецтва "Ковпаківський лісопарк" |
| Тополя партизана         | На західній околиці смт. Котельви, Котелівське л-во, кв. 52—54 | Рішення Полтавської облради № 531 від 13 грудня 1975 року       | Рішення Полтавської обласної Ради № 453 від 22 листопада 1984 року | Площа - 0,02 га. Увійшла до складу парку-пам'ятки садово-паркового мистецтва "Ковпаківський лісопарк"                                                                                                   |
| Дуб Сковороди            | Котелівське лісництво, кв. 42. вид. 1                          | Рішення Полтавської облради № 531 від 13 грудня 1975 року       | Рішення Полтавської обласної Ради № 453 від 22 листопада 1984 року | Площа - 0,02 га. Увійшла до складу парку-пам'ятки садово-паркового мистецтва "Ковпаківський лісопарк"                                                                                                   |
| Верба розвідника         | Котелівське лісництво, кв. 52. вид. 3                          | Рішення Полтавської облради № 531 від 13 грудня 1975 року       | Рішення Полтавської обласної Ради № 453 від 22 листопада 1984 року | Площа - 0,02 га. Увійшла до складу парку-пам'ятки садово-паркового мистецтва "Ковпаківський лісопарк"                                                                                                   |
| Майорські тополі         | Котелівське лісництво, кв. 40. вид. 16                         | Рішення Полтавської облради № 531 від 13 грудня 1975 року       | Рішення Полтавської обласної Ради № 453 від 22 листопада 1984 року | Площа - 0,04 га. Увійшла до складу парку-пам'ятки садово-паркового мистецтва "Ковпаківський лісопарк"                                                                                                   |
| Дуб черешчатий           | Село Хомутець                                                  | Рішення Полтавської облради № 531 від 13 грудня 1975 року       | Рішення Полтавської обласної Ради № 453 від 22 листопада 1984 року | Площа - 0,02 га. Увійшла до складу парку-пам'ятки садово-паркового мистецтва "Хомутецький парк" |
| Урочище «Жемчужне»       | Чалівське л-во, кв. 63—65                                      | Рішення Полтавської облради № 329 від 22 липня 1969 року.       | Рішення Полтавської обласної Ради № 453 від 22 листопада 1984 року | Площа - 63 га. Знищено у зв’язку з намивом ґрунту під будівництво мікрорайону. |
| Дуб черещатий            | м. Полтава, вул. Менжинського, 7                               | Рішення Полтавської облради № 531 від 13 грудня 1975 року       | Рішення Полтавської обласної Ради № 453 від 22 листопада 1984 року | Площа - 0,01 га. Увійшов до складу парку-пам'ятки садово-паркового мистецтва "Полтавський міський парк"                                                                                                 |
| Дуб свободи              | м. Полтава, вул. Менжинського, 7                               | Рішення Полтавської облради № 329 від 22 липня 1969 року.       | Рішення Полтавської обласної Ради № 453 від 22 листопада 1984 року | Площа - 0,01 га. Увійшов до складу парку-пам'ятки садово-паркового мистецтва "Полтавський міський парк"                                                                                                 |
| Дуб Максимова            | м. Полтава, вул. Стрітенська (колишня Комсомольська), 50       | Рішення Полтавської обласної Ради № 555 від 24 грудня 1970 року | Рішення Полтавської обласної Ради № 453 від 22 листопада 1984 року | Площа - 0,02 га. Увійшов до складу парку-пам'ятки садово-паркового мистецтва "Парк обласної лікарні" |
| Мінеральне джерело       | с. Білоцерківка                                                | Рішення Полтавської облради № 531 від 13 грудня 1975 року       | Рішення Полтавської обласної Ради № 453 від 22 листопада 1984 року | Площа - 1 га. Причина скасування: свердловина не діє |
| Мінеральне джерело       | смт. Велика Багачка                                            | Рішення Полтавської обласної Ради № 555 від 24 грудня 1970 року | Рішення Полтавської обласної Ради № 453 від 22 листопада 1984 року | Площа - 1 га. Причина скасування: переведене на крановий режим будинку відпочинку |
| Більське джерело         | Котелівське л-во, кв. 42. вид. 1                               | Рішення Полтавської облради № 329 від 22 липня 1969 року.       | Рішення Полтавської обласної Ради № 453 від 22 листопада 1984 року | Площа - 0,01 га. Увійшла до складу парку-пам'ятки садово-паркового мистецтва "Ковпаківський лісопарк"                                                                                                   |
| Дуб «Кувшин»             | м. Полтава, вул, просп. Першотравневий, 10, 50                 | Рішення Полтавської облради № 329 від 22 липня 1969 року.       | Рішення Полтавської обласної Ради від 20 грудня 1993 року          | Площа - 0,01 га. Причина скасування: всох, не зважаючи на агротехнічні заходи |
| Дуб черещатий            | Гадяцький р-н, с. Тимофіївка                                   | Рішення Полтавської облради № 531 від 13 грудня 1975 року       | Рішення Полтавської обласної Ради від 28 лютого 1995               | Площа - 0,02 га. Увійшла до складу КПП «Садиба» |